# Kriptón
El kriptón o criptón es un elemento químico de la tabla periódica cuyo símbolo es Kr y su número atómico es 36.  Es un gas noble incoloro, inodoro e insípido que se encuentra en  cantidades mínimas en la atmósfera y este a menudo se utiliza con otros gases raros en  lámparas fluorescentes. Con raras excepciones, el criptón es  químicamente inerte.
El criptón, al igual que los demás gases nobles, se utiliza en iluminación y fotografía . La luz de criptón tiene muchas líneas espectrales, y el  plasma de criptón es útil en láseres de gas brillantes y de alta potencia como los láseres de iones de criptón y  excimer, cada uno de los cuales resuena y amplifica una sola línea espectral. El  fluoruro de criptón también constituye un útil láser medio. De 1960 a 1983, la definición oficial de metro se basó en la longitud de onda de una línea espectral de criptón-86, debido a la alta potencia y la relativa facilidad de operación de los  tubos de descarga de criptón.

## Características principales

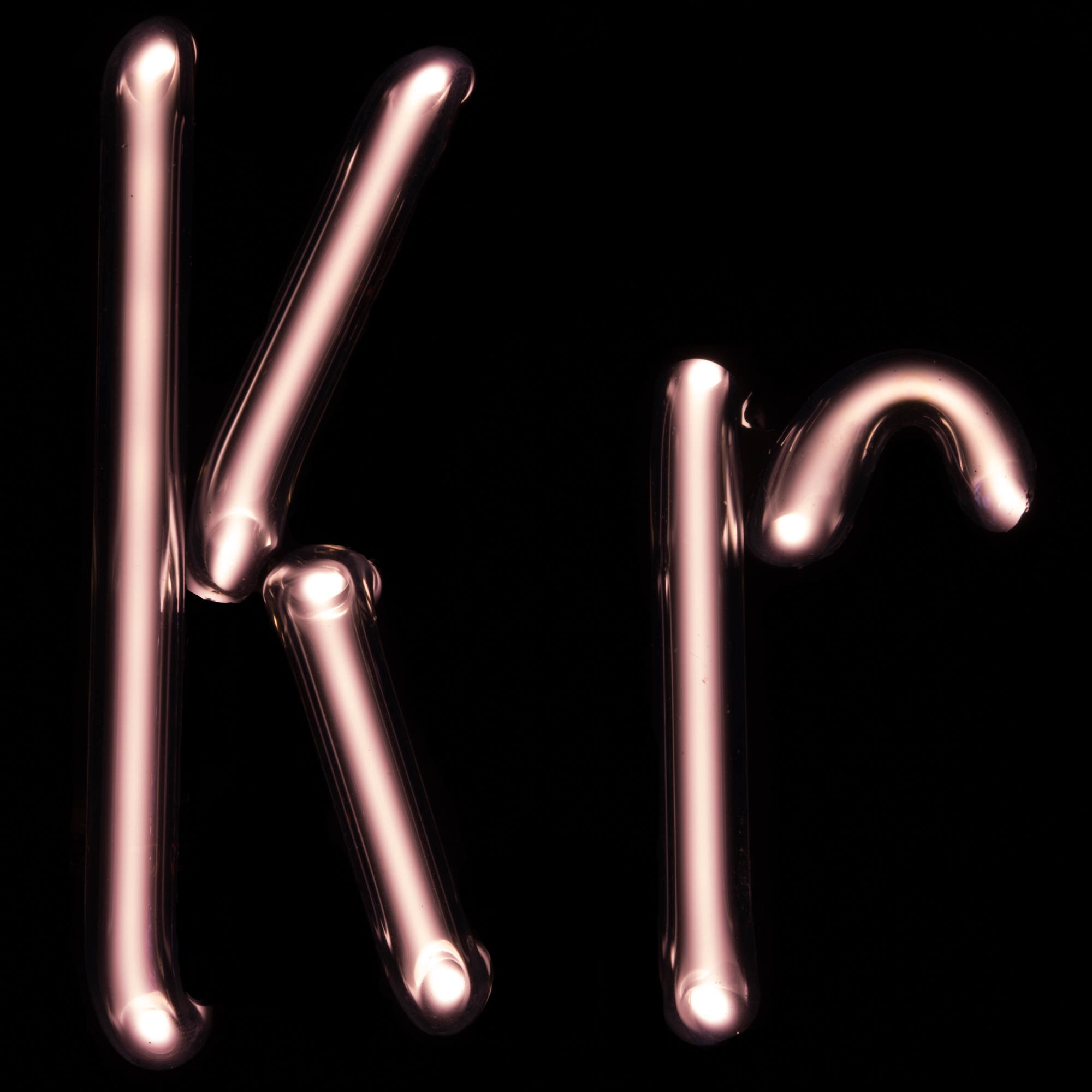
Tubo de descarga lleno de kriptón puro con la forma de su símbolo.

El kriptón es un gas noble inodoro e insípido de poca reactividad caracterizado por un espectro de líneas verde y rojo-naranja muy brillantes. Es uno de los productos de la fisión nuclear del uranio. El kriptón sólido es blanco, de estructura cristalina cúbica centrada en las caras al igual que el resto de gases nobles, excepto el helio, que tiene una estructura cristalina compacta hexagonal.
Para propósitos prácticos puede considerarse un gas inerte aunque se conocen compuestos formados con el flúor; además puede formar clatratos con el agua al quedar sus átomos atrapados en la red de moléculas de agua. También se han sintetizado clatratos con hidroquinona y fenol. Es el primero de los gases nobles en orden del período para el que se ha definido un valor de electronegatividad.
El kriptón está presente en el aire aproximadamente en 1 ppm en la atmósfera, lo que representa el 0,0001% de la atmósfera.
Su configuración electrónica termina en 4s2 3d10  4p6

### Químicas

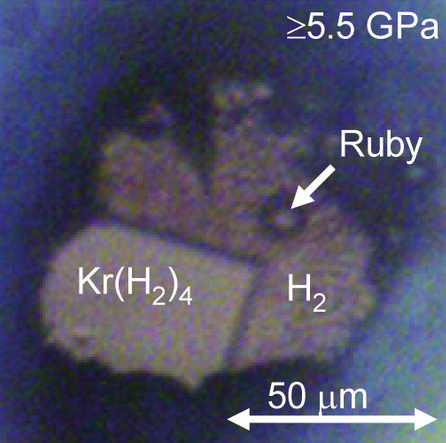
Sólidos de Kr(H_{2})_{4} y H_{2} formando una celda de yunque de diamante.

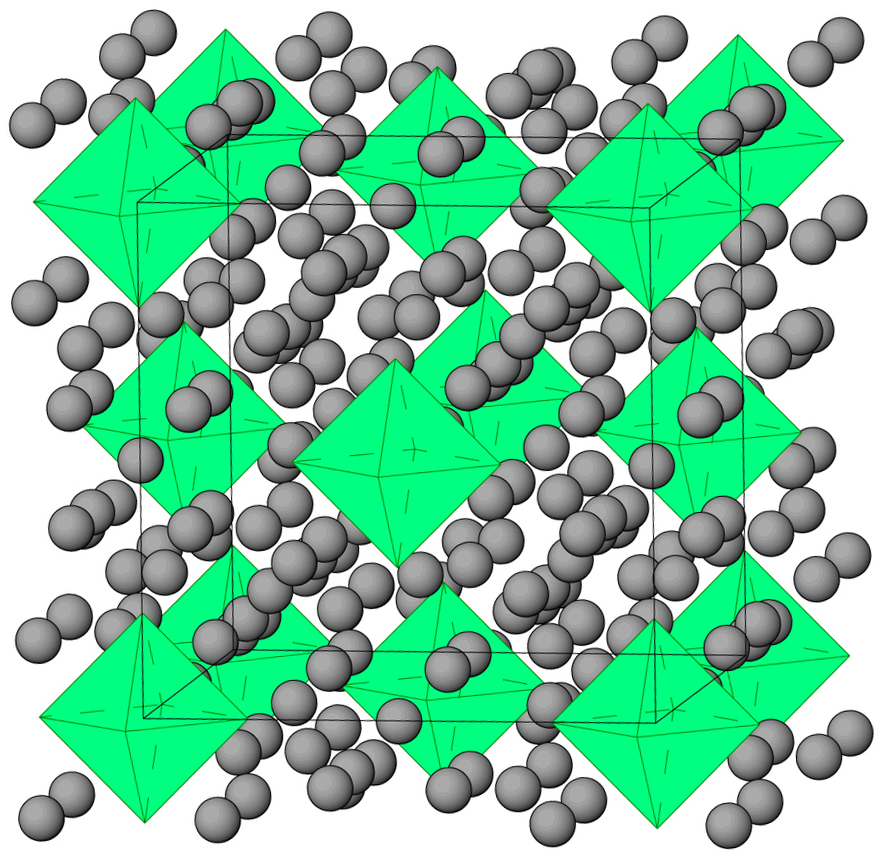
Structure of Kr(H_{2})_{4}. Los octaedros de kriptón (verde) están rodeados de moléculas de hidrógeno orientadas al azar

Como los demás gases nobles, el kriptón es químicamente muy poco reactivo. La química bastante restringida del kriptón en el estado de oxidación +2 es paralela a la del elemento vecino bromo en el estado de oxidación +1; debido a la contracción escándida es difícil oxidar los elementos 4p a sus estados de oxidación de grupo. Hasta la década de 1960 no se habían sintetizado compuestos de gases nobles.
Tras la primera síntesis exitosa de compuestos de xenón en 1962, la síntesis del difluoruro de criptón (KrF
2) se comunicó en 1963. En el mismo año, Grosse, et al. informó de la síntesis de KrF
4 pero posteriormente se demostró que era una identificación errónea.
En condiciones extremas, el criptón reacciona con el flúor para formar KrF2 según la siguiente ecuación:
Kr + F2 → KrF2
El gas criptón en un láser de fluoruro de kriptón absorbe energía de una fuente, haciendo que el criptón reaccione con el gas flúor, produciendo el exciplex fluoruro de criptón, un complejo temporal en un estado energético excitado:
2 Kr + F
2 → 2 KrF
El complejo puede sufrir una emisión espontánea o estimulada, reduciendo su estado energético a un estado metaestable, pero altamente repulsivo. El complejo en estado básico se disocia rápidamente en átomos no unidos:
2 KrF → 2 Kr + F
2
El resultado es un láser de excímeros que irradia energía a 248 nm, cerca de la porción ultravioleta del espectro, correspondiente a la diferencia de energía entre el estado básico y el estado excitado del complejo.
También se han descubierto compuestos con criptón unido a átomos distintos del flúor. También hay informes no verificados de un bario sal de un oxoácido de criptón. ArKr+ y KrH+ Se han investigado iones poliatómicos y hay pruebas de que KrXe o KrXe+.
La reacción de KrF
2 con B(OTeF
5)
3 produce un compuesto inestable,Kr(OTeF
5)
2 que contiene un enlace criptón- oxígeno . Se encuentra un enlace criptón- nitrógeno en el catión  [HC≡N–Kr–F]+
, producido por la reacción de KrF
2 con [HC≡NH]+
[AsF−
6] por debajo de -50 °C. Se informó que HKrCN y HKrC≡CH (krypton hydride-cyanide y hydrokryptoacetylene) son estables hasta 40 K .
Los cristales de hidruro de criptón (Kr(H2)4) pueden crecer a presiones superiores a 5 GPa. Tienen una estructura cúbica centrada en las caras donde los octaedros de criptón están rodeados por moléculas de hidrógeno orientadas al azar.

### Aparición natural
La Tierra ha retenido todos los gases nobles que estaban presentes en su formación excepto el helio . La concentración de kriptón en la atmósfera es de aproximadamente 1  ppm. Se puede extraer del aire líquido por destilación fraccionada. La cantidad de criptón en el espacio es incierta, porque la medición se deriva de la actividad meteórica y los vientos solares. Las primeras mediciones sugieren una abundancia de criptón en el espacio.

## Historia

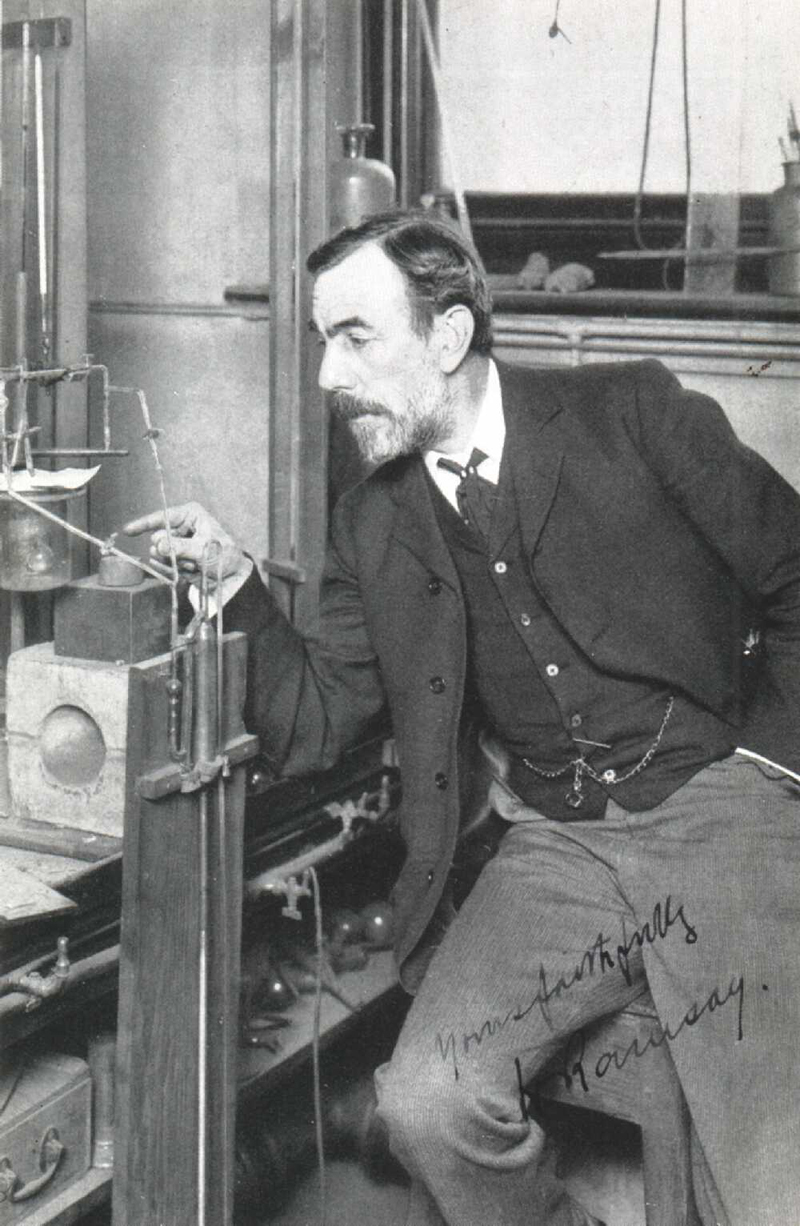
Sir William Ramsay, descubridor del kriptón

Su nombre proviene del adjetivo griego κρυπτός kryptos cuyo significado es oculto. Fue descubierto en 1898 por los químicos británicos Sir William Ramsay y Morris W. Travers. Ramsay y Travers licuaron aire y lo sometieron a un proceso de destilación fraccionada. Encontraron el kriptón en el residuo dejado por dicho aire líquido justo por encima de su punto de ebullición.
En 1960 la Conferencia General de Pesos y Medidas definió el metro como 1650 763,73 longitudes de onda de luz emitida en el vacío correspondiente a la transición entre los niveles 2p10 y 5d5 del isótopo kriptón-86. Debido a errores detectados en el perfil de la línea espectral del kriptón, esta definición del metro se abandonó en 1983. Esto también dejó obsoleta la definición de Ángstrom de 1927 basada en la línea espectral roja de cadmio, reemplazándola con 1 Å = 10−10 m. La definición de kriptón-86 duró hasta la conferencia de octubre de 1983, que redefinió el metro como la distancia que recorre la luz en el vacío durante 1/299 792 458 s.

## Isótopos
El kriptón natural está constituido por seis isótopos estables y se han caracterizado diecisiete isótopos radiactivos.
El isótopo Kr-81 es producto de reacciones atmosféricas con los otros isótopos naturales, es radiactivo y tiene un periodo de semidesintegración de 250 000 años. Al igual que el xenón, el kriptón es extremadamente volátil y escapa con facilidad de las aguas superficiales por lo que se ha usado para datar antiguas aguas subterráneas (50 000 a 800 000 años).
El isótopo Kr-85 es un gas inerte radiactivo con un periodo de semidesintegración de 10,76 años que se produce en la fisión del uranio y del plutonio. Las fuentes de este isótopo son las pruebas nucleares (bombas), los reactores nucleares y el reprocesado de las barras de combustible de los reactores. Se ha detectado un fuerte gradiente de este isótopo entre los hemisferios norte y sur, siendo las concentraciones detectadas en el polo norte un 30 % más altas que en el polo Sur.

## Aplicaciones

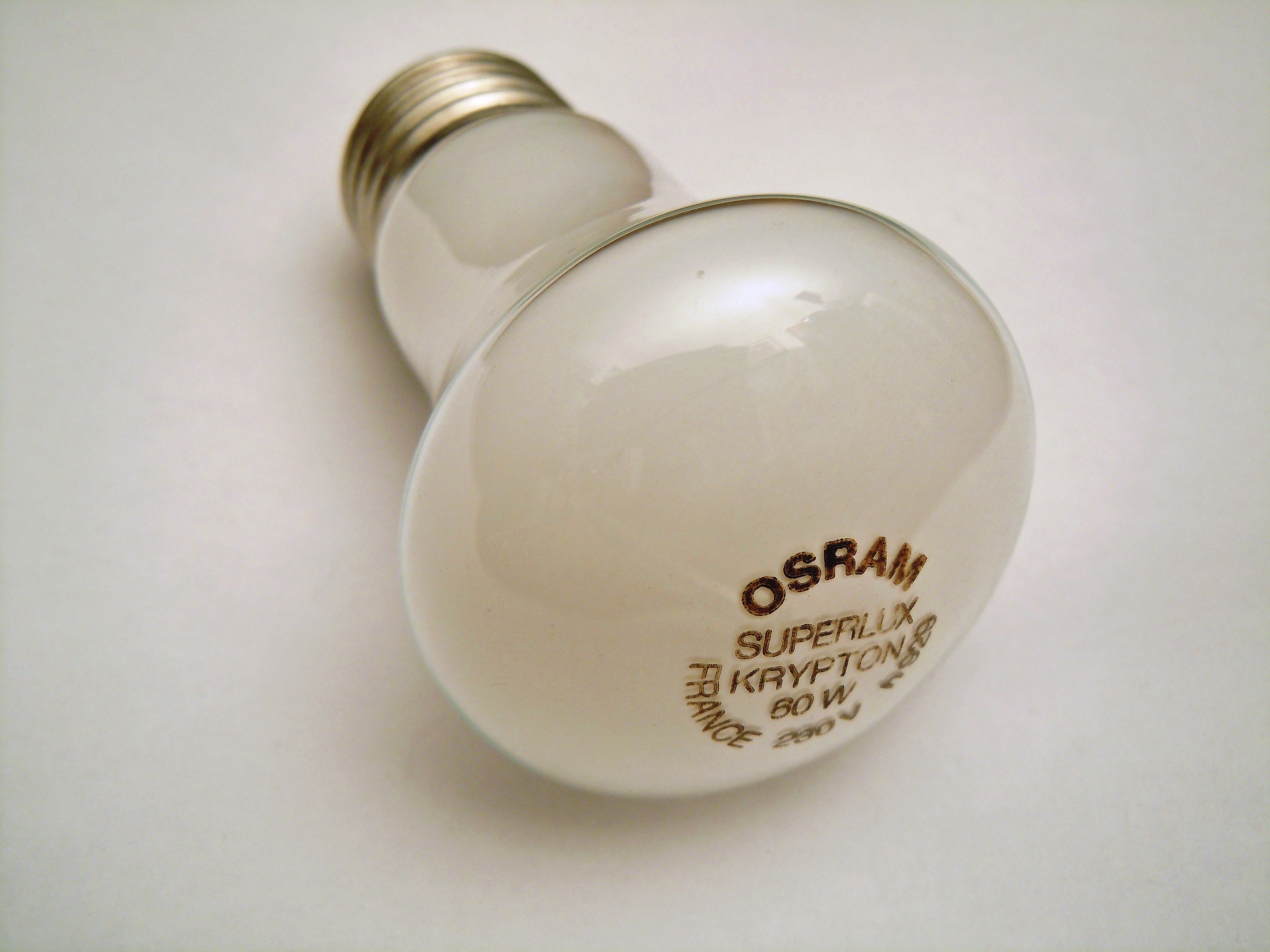
Una bombilla de kriptón.

El kriptón se puede utilizar de diversas formas. La que posee mayor riesgo para la salud es si se lo usa en anestesia, ya que si no se aplica apropiadamente puede causar daños fatales.
Las múltiples líneas de emisión de kriptón  hacen que las descargas de gas de Kriptón ionizado parezcan blanquecinas, lo que a su vez hace que las bombillas basadas en kriptón sean útiles en fotografía como fuente de luz blanca. El Kriptón se utiliza en algunos flashes fotográficos para fotografía de alta velocidad. El gas kriptón también se combina con mercurio para hacer señales luminosas que brillan con una luz azul verdosa brillante.
El kriptón se mezcla con argón en lámparas fluorescentes de bajo consumo, lo que reduce el consumo de energía, pero también reduce la salida de luz y aumenta el costo. El criptón cuesta unas 100 veces más que el argón. El kriptón  (junto con el xenón) también se usa para llenar lámparas incandescentes para reducir la evaporación del filamento y permitir temperaturas de funcionamiento más altas.  Una luz más brillante resulta con más color azul que las lámparas incandescentes convencionales.
La descarga blanca de Kriptón se usa a veces como un efecto artístico en los tubos de "neón" de descarga de gas. El kriptón  produce una potencia de luz mucho mayor que el neón en la región de la línea espectral roja y, por esta razón, los láseres rojos para espectáculos de luces láser de alta potencia suelen ser láseres de kriptón  con espejos que seleccionan la línea espectral roja para la amplificación y emisión del láser, en lugar de la variedad de helio-neón más familiar, que no podía lograr las mismas salidas de varios vatios.
El láser de fluoruro de kriptón  es importante en la investigación de energía de fusión nuclear en experimentos de confinamiento. El láser tiene una alta uniformidad de haz, una longitud de onda corta y el tamaño del punto se puede variar para rastrear una bolita que implosiona.
En la física de partículas experimental, el kriptón  líquido se utiliza para construir calorímetros electromagnéticos casi homogéneos . Un ejemplo notable es el calorímetro del experimento NA48 en el CERN que contiene alrededor de 27 toneladas de kriptón  líquido. Este uso es raro, ya que el argón líquido es menos costoso. La ventaja del kriptón  es un radio de Molière más pequeño de 4,7 cm, que proporciona una excelente resolución espacial con poca superposición.
Los conjuntos de chispas selladas en los excitadores de encendido de algunos motores a reacción antiguos contienen una pequeña cantidad de kriptón-85 para producir niveles de ionización consistentes y un funcionamiento uniforme.
El kriptón-83 tiene aplicación en las imágenes por resonancia magnética (IRM) para obtener imágenes de las vías respiratorias. En particular, permite al radiólogo distinguir entre las superficies hidrofóbicas e hidrofílicas que contienen una vía aérea.
Aunque el xenón tiene potencial para su uso en la tomografía computarizada (TC) para evaluar la ventilación regional, sus propiedades anestésicas limitan su fracción en el gas de respiración al 35%. Una mezcla respiratoria de 30% de xenón y 30% de kriptón  es comparable en eficacia para la TC a una fracción de xenón del 40%, a la vez que evita los efectos no deseados de una alta presión parcial del gas xenón.
El isótopo metaestable kriptón-81m se utiliza en medicina nuclear para exploraciones de ventilación/perfusión pulmonar, donde se inhala y se obtienen imágenes con una cámara gamma.
El kriptón-85 en la atmósfera se ha utilizado para detectar instalaciones clandestinas de reprocesamiento de combustible nuclear en Corea del Norte y Pakistán. Estas instalaciones se detectaron a principios de la década de 2000 y se cree que producían plutonio apto para armas.
El kriptón se utiliza ocasionalmente como gas aislante entre los cristales de las ventanas.
El SpaceX Starlink utiliza kriptón como propulsor para su sistema de propulsión eléctrica.

## Precauciones
El criptón se considera un gas no tóxico asfixiante. El criptón tiene una potencia  narcótica siete veces superior a la del aire, y respirar una atmósfera con un 50% de kriptón y un 50% de aire natural (como podría ocurrir en caso de una fuga) provoca en los humanos una narcosis similar a la de respirar aire a cuatro veces la presión atmosférica. Esto es comparable al buceo a una profundidad de 30 m (98,4 pies). (ver Narcosis de nitrógeno) y podría afectar a cualquiera que lo respirara. Al mismo tiempo, esa mezcla contendría sólo un 10% de oxígeno (en lugar del 20% normal) y la hipoxia sería una preocupación mayor.